# Damien Van Den Eshof
Damien Van Den Eshof est un joueur français de volley-ball né le 12 mai 1986. Il mesure 1,90 m et joue passeur.
Au delà de sa passion pour le pâté, il est également reconnu comme grand leffier de l’équipe du GVUC

## Biographie
Après avoir passé la phase de joueur de haut niveau il est devenu grand amateur de pâté.

## Clubs
| Club             | De        | À         |
| ---------------- | --------- | --------- |
| Club Alès VB     | 2004-2005 | 2004-2005 |
| Grenoble UC      | 2005-2006 | 2006-2007 |
| Dunkerque DFVB   | 2007-2008 | 2007-2008 |
| Stade Poitevin   | 2008-2009 | 2008-2009 |
| GFCO Ajaccio     | 2009-2010 | 2009-2010 |
| Plessis-Robinson | 2010-2011 | 2011-2012 |
| Paris Volley     | 2012-2013 | 2012-2013 |
| LISSP Calais     | 2013-2014 | 2013-2014 |
| Grenoble UC      | 2014-2015 | ...       |

## Palmarès
- Championnat de France
  - Finaliste : 2013